# Yapham
Yapham är en civil parish i Storbritannien.   Den ligger i kommunen East Riding of Yorkshire och riksdelen England, i den centrala delen av landet, 280 km norr om huvudstaden London. Antalet invånare är 217.